# Mohammed Daud Daud

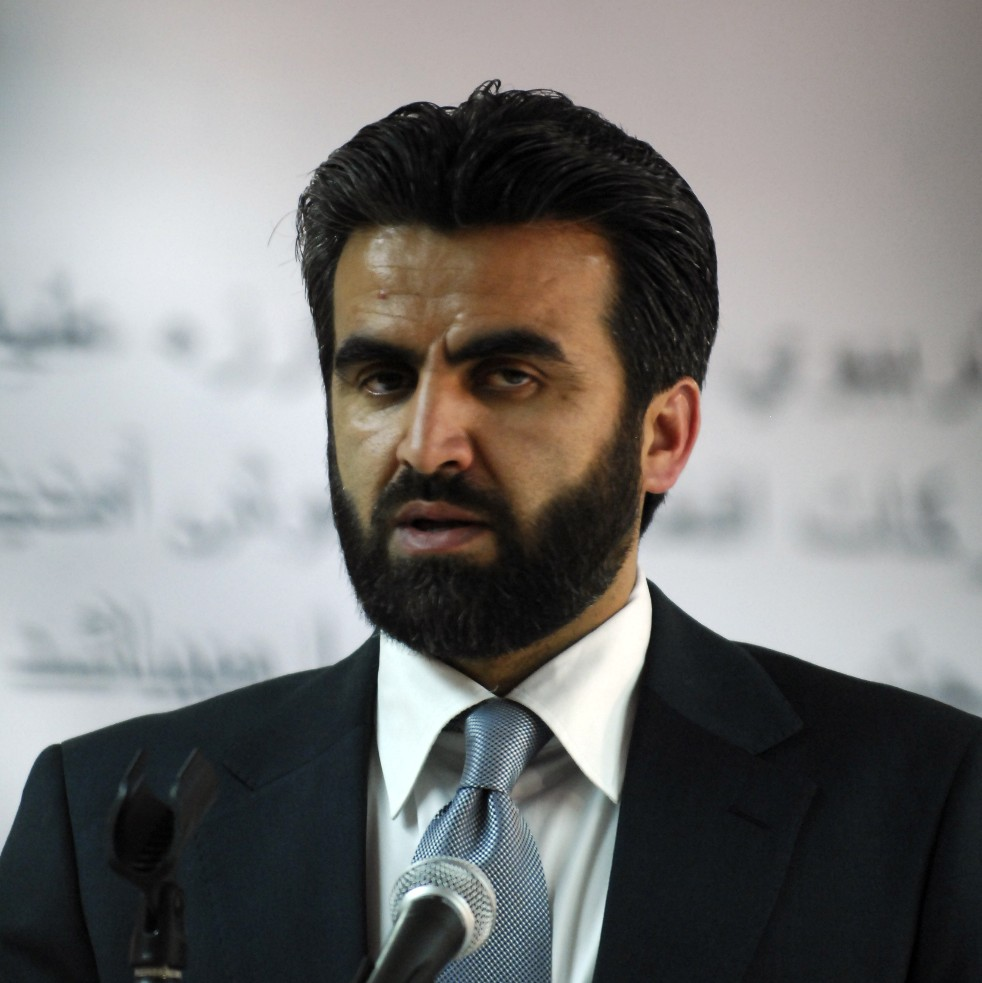
General Mohammed Daud Daud, Januar 2010

General Mohammed Daud Daud (* 2. Januar 1969 in Tachar; † 28. Mai 2011 in Taloqan) war der Polizeichef Nordafghanistans und Kommandeur der Eliteeinheit 303 Pamir Corps aus dem Volk der Tadschiken. Er galt als einer der effektivsten und zentralen Gegner der Taliban und gehörte zu den Befürwortern eines demokratischen Prozesses in Afghanistan.
Am 28. Mai 2011 starb General Mohammed Daud Daud bei einem gezielten Bombenanschlag der Taliban, bei dem auch zwei deutsche Soldaten ums Leben kamen. Nach Dauds Tod gab es Anti-Taliban-Proteste von Studenten und Lehrkräften an den Universitäten in Kabul und Masar-e Scharif.

## Leben

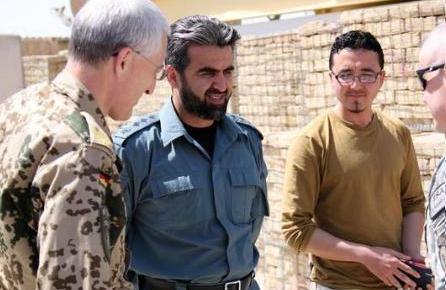
Mohammed Daud Daud (Mitte) zusammen mit Markus Kneip (links) im April 2011

Mohammed Daud Daud wurde am 2. Januar 1969 in der afghanischen Provinz Tachar geboren. Er studierte Ingenieurwissenschaften. Nach dem Abschluss seines Studiums in den 1980ern kämpfte Daud Daud unter Führung von Ahmad Schah Massoud im Sowjetisch-Afghanischen Krieg gegen die Sowjetarmee. Nach dem Fall des kommunistischen Regimes blieb er mit seiner Einheit im Norden des Landes, in der Provinz Tachar, stationiert. Nach der Machtübernahme der Taliban diente er als ranghoher Kommandant der Vereinten Front (Nordallianz) unter Ahmad Schah Massoud im Widerstand gegen das Talibanregime und Al-Qaida-Milizen. Unter Dauds Führung wurde im Oktober 2001 Kundus erobert. Später ernannte ihn Hamid Karzai zum Stellvertreter des Innenministers mit dem Zuständigkeitsbereich Drogenbekämpfung. Er erzielte Erfolge in der Drogenbekämpfung in den Provinzen Lugar, Ghazni, Wardak, Paktia, Paktika und Pandschschir.
2010 wurde er zum Polizeichef für acht nördliche Provinzen ernannt. Er befehligte persönlich die Eliteeinheit Pamir 303 und galt als einer der effektivsten und zentralen Gegner der Taliban.
Laut dem Bundesnachrichtendienst tätigte Daud Daud in den letzten Jahren vor seinem Tod regelmäßig Geschäfte mit Drogen.

## Tod
Am 28. Mai 2011 starb Mohammed Daud Daud im Alter von 42 Jahren in Taloqan bei einem Anschlag auf eine Sicherheitskonferenz zwischen einer NATO-Delegation und afghanischen Behördenvertretern, zu dem sich die Taliban bekannten. Mit ihm starben sechs Menschen, darunter der Polizeichef der Provinz Tachar und zwei Bundeswehrsoldaten. Außerdem wurden bei dem Anschlag General Markus Kneip und fünf weitere Soldaten aus Deutschland zum Teil schwer verletzt. Nach ersten Berichten handelte es sich um einen Selbstmordanschlag. Der Selbstmordattentäter soll eine Polizeiuniform getragen und sich als Leibwächter der Konferenz ausgegeben haben. Nach späteren vorläufigen Erkenntnissen der internationalen Schutztruppe ISAF und des afghanischen Geheimdienstes Nationale Sicherheitsdirektion soll es sich hingegen um eine ferngezündete Bombe gehandelt haben, die schon in den Tagen zuvor versteckt worden sei.

## Familie
Daud Daud war mit einer Journalistin verheiratet und hat einen 1999 geborenen Sohn.